# 香港駐紐約經濟貿易辦事處
香港駐紐約經濟貿易辦事處（英語：Hong Kong Economic and Trade Office (New York)），簡稱香港駐紐約經貿辦，駐紐約經貿辦或駐紐約辦，中華人民共和國香港特別行政區政府在美國紐約州紐約設立代表處。
它是香港特別行政區政府在美國設立的三個代表處之一，成立於1983年5月16日，管轄美國東部31個州份。辦事處位於紐約曼哈頓54街，東115號；該大樓還設有香港貿易發展局和香港金融管理局的紐約辦事處。
辦事處促進與香港的雙邊貿易和投資，向商界和促進機構通報香港的重要發展。它亦會在有關國家的組織舉辦官方訪問，研討會和聯絡活動，並作為支持上述國家投資者在香港和中國內地尋找商機的樞紐。 辦事處推動美國與香港在經貿、投資、旅遊、文化交流等各領域的相互合作。 它還幫助美國企業在香港投資和開展業務。美國其他地區由香港駐三藩市經濟貿易辦事處和香港駐華盛頓經濟貿易辦事處管轄。

## 管轄地區
| - 阿拉巴馬州 - 阿肯色州 - 康涅狄格州 - 特拉華州 - 佛羅里達州 - 喬治亞州 - 伊利諾伊州 - 印第安納州 - 愛荷華州 - 肯塔基州 - 路易斯安那州 - 緬因州 - 馬里蘭州 - 馬薩諸塞州 - 密歇根州 - 明尼蘇達州 | - 密西西比州 - 密蘇里州 - 新罕布什爾州 - 新澤西州 - 紐約州 - 北卡羅來納州 - 俄亥俄州 - 賓夕法尼亞州 - 羅德島州 - 南卡羅來納州 - 田納西州 - 佛蒙特州 - 弗吉尼亞州 - 西弗吉尼亞州 - 威斯康星州 |

## 處長列表
1. 方志偉 (任期：1991年至1995年)[5]
2. 徐均平 (任期：1995年至1998年)[6]
3. 范偉明 (任期：1998年至2002年)[7]
4. 胡寶珠 (任期：2002年至2006年)[8]
5. 陳美嘉 (任期：2006年至2010年)[9]
6. 陳淑華 (任期：2010年至2014年)[10]
7. 柏嘉禮 (任期：2014年至2017年)[11]
8. 朱瑞雯 (任期：2017年至2020年)[12]
9. 聶繼恩 (任期：2020年至2023年)[13]
10. 何美智 (任期：2023年至)[14]

## 外部連結
- 香港駐紐約經濟貿易辦事處 （页面存档备份，存于） （英文）
- Hong Kong Meets America的Facebook專頁 （页面存档备份，存于）
- Hong Kong Meets America的Instagram帳戶 （页面存档备份，存于）